# Michael Cunningham

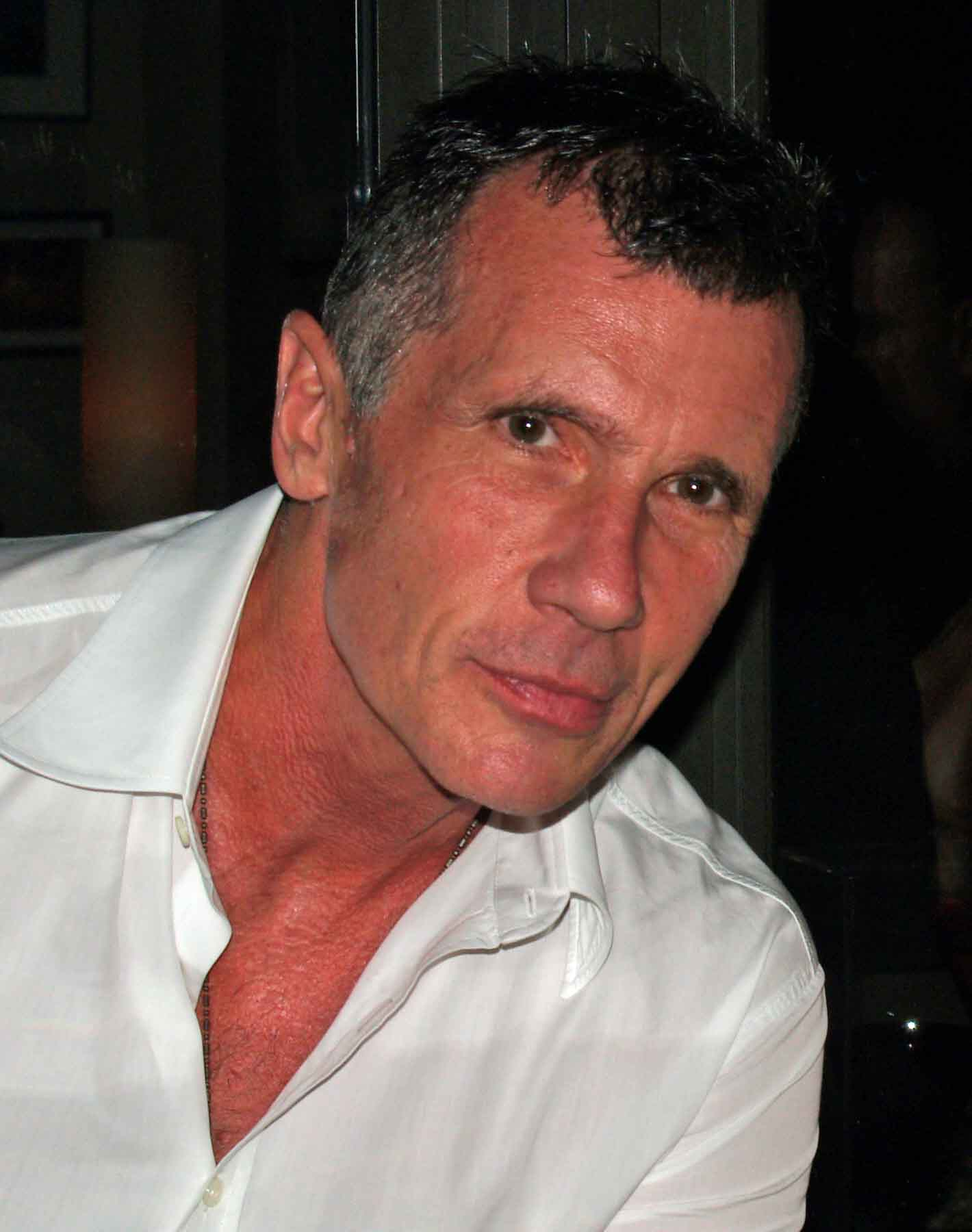
Michael Cunningham (2007)

Michael Cunningham (* 6. November 1952 in Cincinnati, Ohio) ist ein US-amerikanischer Buch- und Drehbuchautor.

## Leben
Sein Roman The Hours (deutsch: Die Stunden) wurde in 22 Sprachen übersetzt und mit zahlreichen Literaturpreisen ausgezeichnet, darunter der Pulitzer-Preis und der Faulkner-Award. Im Jahr 2002 wurde dieser mit einer Starbesetzung (u. a. Nicole Kidman, Meryl Streep und Julianne Moore) verfilmt und gezeigt. 2003 kam die deutschsprachige Version unter dem Titel The Hours – Von Ewigkeit zu Ewigkeit in die Kinos. Die Verfilmung unter der Regie von Stephen Daldry wurde vielfach ausgezeichnet, darunter mit dem Academy Award (Oscar) für Nicole Kidman. Ab November 2022 brachte die Metropolitan Opera New York Kevin Puts’ Oper The Hours auf die Bühne.
Sein Roman Ein Zuhause am Ende der Welt wurde im Jahr 2004 erfolgreich (u. a. mit Colin Farrell) verfilmt. Für diesen Kinofilm arbeitete Cunningham erstmals selbst am Drehbuch mit.
Michael Cunningham unterrichtet als Professor Kreatives Schreiben am Brooklyn College in New York.

## Auszeichnungen
- 1989: Best American Short Stories
- 1995: Whiting Writer’s Award
- 1996: Lambda Literary Award für Fleisch und Blut
- 1998: PEN/Faulkner Award (The Hours)
- 1999: Gay, Lesbian, Bisexual and Transgendered Book Award (The Hours)
- 1999: Pulitzer-Preis für Literatur (The Hours)
- 2003: Mitglied der American Academy of Arts and Sciences[2]
- 2011: Mitglied der American Academy of Arts and Letters[3]
- 2024: Premio Gregor von Rezzori – „Bestes ausländisches Werk“ für Day[4]

## Werke
- White Angel, Kurzgeschichte 1989
- Ein Zuhause am Ende der Welt, Goldmann Verlag, 2004, ISBN 3-442-73297-2; (1994 auch unter dem Titel Fünf Meilen bis Woodstock erschienen)
- Fleisch und Blut, Goldmann Verlag, 1998, ISBN 3-442-43272-3.
- Kindred. 1995
- Die Stunden, BtB/Goldmann, 2001, ISBN 3-442-72629-8.
- Die Stunden, Hörbuch. Gelesen von Gottfried John. Brigitte Starke Stimmen, Die Männer 4 CDs, Random House 2007
- Land's End. Ein Spaziergang in Provincetown, Luchterhand Literaturverlag, 2003, ISBN 3-630-87164-X.
- Helle Tage, Luchterhand-Literaturverlag, Februar 2006, ISBN 3-630-87225-5.
- In die Nacht hinein. Luchterhand-Literaturverlag, München 2010. ISBN 978-3-630-87353-4.
- Die Schneekönigin: Roman. Aus dem Amerikan. von Eva Bonné. München: Luchterhand, 2015
- Ein wilder Schwan,  Luchterhand Literaturverlag, München 2017. ISBN 978-3-641-17563-4